# Tình dục ẩn danh
Quan hệ tình dục ẩn danh là một hình thức tình một đêm hoặc tình dục ngẫu nhiên giữa những người có rất ít hoặc không có lịch sử với nhau, thường tham gia vào hoạt động tình dục trong cùng một ngày của cuộc họp và thường không bao giờ gặp lại nhau sau đó. Thuật ngữ du lịch tình dục được sử dụng để chỉ một người tìm kiếm hoạt động tình dục với người khác, thường là ẩn danh. Internet cũng là phương tiện chính để mọi người thiết lập tình dục ẩn danh. Tình dục ẩn danh đôi khi được coi là một hình thức mại dâm khi liên quan đến việc trao đổi tiền hoặc ma túy để quan hệ tình dục.
Một số người tham gia vào tình dục ẩn danh vì sự hồi hộp của hành động.

## Rủi ro
Quan hệ tình dục ẩn danh là một trong những hoạt động tình dục có nguy cơ cao nhất, vì cả lịch sử tình dục của cả hai đối tác đều không được biết đến, và cũng bởi vì những người tham gia vào tình dục ẩn danh có nhiều khả năng có nhiều đối tác.